# Clot dels Canemassos
El Clot dels Canemassos és un clot del terme municipal de Conca de Dalt, a l'antic terme d'Hortoneda de la Conca, al Pallars Jussà, en territori que havia estat de la caseria dels Masos de la Coma.
Es troba a l'extrem oriental de la Coma d'Orient, a llevant dels Masos de la Coma. És a llevant de los Canemassos, al sud-est de la Canal de la Torreta, a migdia de la Font de la Torreta.